# Pins And Needles

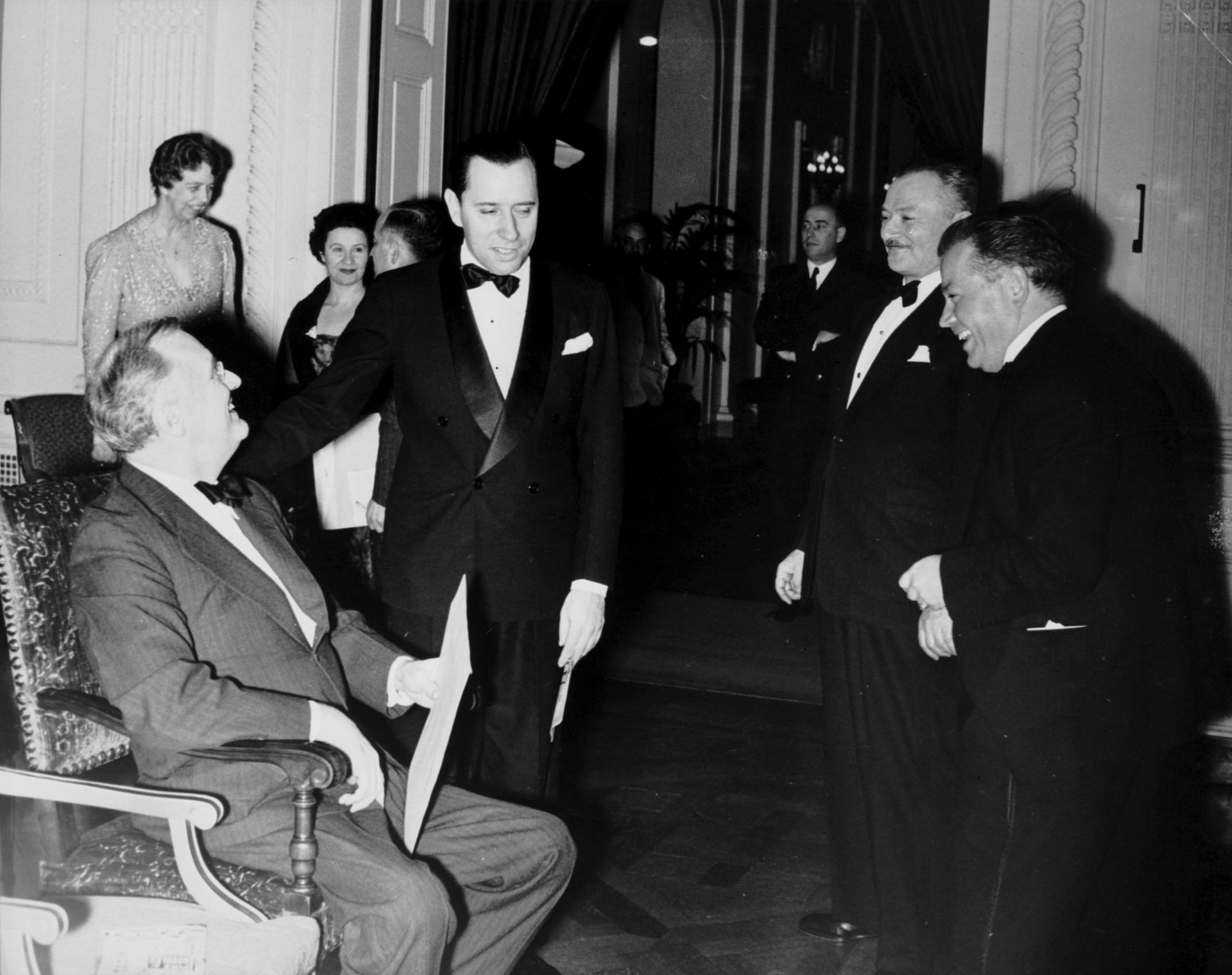
Franklin y Eleanor Roosevelt, David y Emma Dubinsky, Max Danish y otros en una producción de la Casa Blanca de "Pins & Needles"

Pins and Needles es un musical con música y letra de Harold Rome producido en 1936 por The International Ladies' Garment Workers'  y que, posteriormente pasó a Broadway. El espectáculo, además de ser el primer gran éxito de Rome,  tuvo la distinción de ser el único éxito de Broadway en ser producido por una unión sindical de trabajadores.
En 1962, Columbia Records quería conmemorar el 25 aniversario del exitoso espectáculo de Harold Rome con una nueva grabación de los temas musicales de la obra bajo la supervisión del propio Rome. 

## Grabación del disco
Publicado en mayo de 1962.
Harold Rome contrató a Jack Carroll, Elise Bretton, Stan Freeman, Rose Marie Jun y a Barbra Streisand para esta edición.
Cuando Streisand grabó este álbum aún no había firmado su contrato con Columbia Records
El presidente de Columbia Records, Goddard Lieberson, no aceptó a Streisand en este proyecto hasta que Rome le presionó diciendo que si no estaba Streisand, no se grabaría el disco. 
Barbra se llevó gran parte del protagonismo ya que, de un total de quince temas, finalmente grabó cinco solos y un cuarteto.
La divertida canción Nobody Makes A Pass At Me, trata de una mujer (no muy agraciada) que compra todos los productos que anuncian en la radio para atraer a los hombres, aunque…¡sin ningún resultado!

## Créditos
- Producción: Elizabeth Lauer and Charles Burr
- Supervisión musical: Harold Rome
- Música y letras: Harold Rome
- Dirección musical: Stan Freeman
- Arreglos vocales: Elise Bretton
- Ingeniero de sonido: George Knuerr
- Diseño de portada: Antonakos
- Fotografía: Hank Parker

## Lista de temas
| 1. Sing Me A Song With Social Significance (Rose Marie Jun) 2. Doing The Reactionary (Barbra Streisand) 3. One Big Union For Two (Rose Marie Jun;Jack Carroll) 4. It's Better With A Union Man (Harold Rome;Chorus) 5. Nobody Makes A Pass At Me (Barbra Streisand) 6. I'Ve Got The Nerve To Be In Love (Rose Marie Jun;Jack Carroll) 7. Not Cricket To Picket (Barbra Streisand) 8. Back To Work (Jack Carroll;Chorus) 9. Sitting On Your Status Quo (Barbra Streisand;Chorus) 10. When I Grow Up (The G-Man Song) (Harold Rome) 11. Chain Store Daisy (Rose Marie Jun) 12. Four Little Angels Of Peace (H.Rome;B.Streisand;J.Carroll;A.Sokoloff) 13. Sunday In The Park (Jack Carroll) 14. What Good Is Love? (Barbra Streisand) 15. Mene, Mene, Tekel (Harold Rome;Chorus) |

## Listas de ventas
| \| US Billboard Pop Albums Chart (1962) \| \| \| ------------------------------------ \| --- \| \| Posición más alta \| - \| \| Semanas en lista \| - \| \| Certificación \| --- \| |     |
| US Billboard Pop Albums Chart (1962) |     |
| Posición más alta | -   |
| Semanas en lista | -   |
| Certificación | --- |